# Gromia
Gromia је космополитски раширен род морских и слатководних једноћелијских протиста. Услед амебоидног облика ћелије подсећају на поједине фораминифере. Љуштура (testa) је изграђена од органског материјала, браон боје, најчешће са једним отвором. Кроз отвор љуштуре излази псеудоподије (филоподије) које се гранају и анастомозирају. Ћелије поседују више једара, у митохондријама се налазе тубуларне кристе, а гамети овог рода су са бичевима.